# کارن جالاویان
کارن آغاسو جالاویان (ارمنی: Կարեն Աղասու Ջալավյան؛ زادهٔ ۲۵ ژانویهٔ ۱۹۷۱) سرهنگ ارتش تدافعی جمهوری آرتساخ می‌باشد. وی همچنین برندهٔ جوایزی همچون قهرمان آرتساخ شده‌است.
در روز ۲ اکتبر ۲۰۲۰ در جریان جنگ ناگورنو قره‌باغ (۲۰۲۰) عالی‌ترین عنوان جمهوری آرتساخ، قهرمان آرتساخ را از آرائیک هاروتیونیان رئیس‌جمهور جمهوری آرتساخ دریافت نمود